# فهرست قنات‌های شهرستان اسدآباد
جدول زیر بر اساس آمار وزارت جهاد کشاورزیتهیه شده‌است. فهرست زیر قنات‌های شهرستان اسدآباد در استان همدان را نشان می‌دهد.
| نام قنات            | موقعیت                          | نزدیک‌ترین روستا | طول قنات (متر) | تعداد میله چاه | عمق مادر چاه | دبی (لیتر بر ثانیه) | سطح زیر کشت (هکتار) |
| ------------------- | ------------------------------- | --------------- | -------------- | -------------- | ------------ | ------------------- | ------------------- |
| الی بیک             | بخش مرکزی شهرستان اسدآباد       | چنارسفلی        | ۱۵۰۰           | ۷۵             | ۱۸           | ۲۵                  | ۲۱۰                 |
| بالای باغ           | بخش مرکزی شهرستان اسدآباد       | قنبرآباد        | ۵۲۰            | ۲۶             | ۱۴           | ۲۰                  | ۲۵                  |
| بالای روستا         | بخش مرکزی شهرستان اسدآباد       | قنبرآباد        | ۸۵             | ۴              | ۶            | ۱۵                  | ۲۵                  |
| برآباد ی            | بخش مرکزی شهرستان اسدآباد       | چشمه سنگی       | ۱۰۰۰           | ۵۰             | ۱۰           | ۴۰                  | ۳۰                  |
| بلاغ اشمعلی         | بخش مرکزی شهرستان اسدآباد       | النجه           | ۹۰۰            | ۴۵             | ۴            | ۴۶                  | ۱۰                  |
| جوب آسیاب           | بخش مرکزی شهرستان اسدآباد       | طویلان سفلی     | ۵۰۰            | ۲۵             | ۱۲           | ۳۶                  | ۳۰                  |
| حوض                 | بخش مرکزی شهرستان اسدآباد       | النجه           | ۷۰۰            | ۳۵             | ۸            | ۲۸                  | ۵                   |
| خرخره               | بخش مرکزی شهرستان اسدآباد       | سراوند          | ۱۵۰            | ۷              | ۹            | ۱۹                  | ۰                   |
| داخل روستا          | بخش مرکزی شهرستان اسدآباد       | چنار سفلی       | ۱۵۰۰           | ۷۵             | ۲۰           | ۳۵                  | ۴۸۰                 |
| داخل روستا          | بخش مرکزی شهرستان اسدآباد       | کمک سولا        | ۸۰۰            | ۴۰             | ۹            | ۲۲                  | ۳۰                  |
| داراحمد             | بخشی نامعلوم در شهرستان اسدآباد | قمشانه          | ۱۰۰            | ۵              | ۱۰           | ۳۰                  | ۰                   |
| دره باغ             | بخشی نامعلوم در شهرستان اسدآباد | قمشانه          | ۷۵٫۵           | ۵              | ۳            | ۰                   | ۱۰                  |
| دره شیخ مراد        | بخشی نامعلوم در شهرستان اسدآباد | قمشانه          | ۵۰             | ۲              | ۸            | ۱۲                  | ۰                   |
| ساراله              | بخش مرکزی شهرستان اسدآباد       | بوجین           | ۴۵۰            | ۲۲             | ۱۵           | ۳۵                  | ۲۵                  |
| سرهنگ               | بخش مرکزی شهرستان اسدآباد       | چنار سفلی       | ۱۰۰۰           | ۵۰             | ۱۸           | ۴۰                  | ۱۶۰                 |
| سه چشمه             | بخش مرکزی شهرستان اسدآباد       | چهارچشمه        | ۱۳۵            | ۶              | ۸            | ۲۰                  | ۱۰                  |
| شاه قوا             | بخش مرکزی شهرستان اسدآباد       | کمک سفلی        | ۷۰۰            | ۳۵             | ۱۳           | ۱۴                  | ۲۴                  |
| شورشوره             | بخش مرکزی شهرستان اسدآباد       | گنجه            | ۱۵۰۰           | ۷۵             | ۱۶           | ۱۵                  | ۳۰۰                 |
| صفر                 | بخش مرکزی شهرستان اسدآباد       | چنارسفلی        | ۲۵۰۰           | ۱۲۵            | ۲۰           | ۳۹                  | ۱۵۰                 |
| قلعه خان            | بخش مرکزی شهرستان اسدآباد       | دوبراله         | ۴۵۰            | ۲۲             | ۶            | ۲۰                  | ۱۵                  |
| قنات بالا           | بخش مرکزی شهرستان اسدآباد       | ویرائی          | ۱۸۷            | ۹              | ۱۲           | ۲۲                  | ۳                   |
| قنات بالای روستا    | بخش مرکزی شهرستان اسدآباد       | پیرملو          | ۳۸۰            | ۱۷             | ۳            | ۱۲۰                 | ۱۵۰                 |
| قنات بکائی          | بخش مرکزی شهرستان اسدآباد       | اسدآباد         | ۱۲۹۰           | ۶۴             | ۲۶           | ۰                   | ۶۰                  |
| قنات تازه           | بخش مرکزی شهرستان اسدآباد       | چهاردانگی       | ۷۰۰            | ۳۵             | ۱۰           | ۳۵                  | ۳۵                  |
| قنات سیدان          | بخش مرکزی شهرستان اسدآباد       | اسدآباد         | ۴۸۰            | ۴۳             | ۳۳           | ۲۸                  | ۳۶                  |
| قنات عباس بیگ بلاغی | بخش مرکزی شهرستان اسدآباد       | چنار علیا       | ۴۰۰            | ۲۰             | ۱۴           | ۲۵                  | ۲۵                  |
| قنات عمومی          | بخشی نامعلوم در شهرستان اسدآباد | اهوتپه          | ۳۲۸            | ۱۶             | ۸            | ۳۸                  | ۸۰                  |
| قنات عمومی          | بخشی نامعلوم در شهرستان اسدآباد | اکبرآباد        | ۲۷۰            | ۱۵             | ۸            | ۴۲                  | ۶۰                  |
| قنات عمومی          | بخشی نامعلوم در شهرستان اسدآباد | تپه شارک        | ۲۴۰            | ۱۲             | ۱۱           | ۳۴                  | ۰                   |
| قنات عمومی          | بخش مرکزی شهرستان اسدآباد       | دهنوش           | ۳۲۰            | ۱۵             | ۷            | ۴۶                  | ۴۰                  |
| قنات عمومی          | بخشی نامعلوم در شهرستان اسدآباد | زیره            | ۱۹۰            | ۹              | ۸            | ۲۶                  | ۵۰                  |
| قنات عمومی          | بخش مرکزی شهرستان اسدآباد       | بیزدان          | ۹۶۰            | ۴۳             | ۱۰           | ۴۵                  | ۴۰                  |
| قنات عمومی          | بخشی نامعلوم در شهرستان اسدآباد | چشمه ولد        | ۲۱۰            | ۱۰             | ۵            | ۱۹                  | ۳۸                  |
| قنات عمومی          | بخش مرکزی شهرستان اسدآباد       | کاظم‌آباد        | ۱۵۰            | ۷              | ۷            | ۱۵                  | ۵۰                  |
| قنات عمومی          | بخش مرکزی شهرستان اسدآباد       | احمدآباد        | ۷۴۰            | ۳۷             | ۱۱           | ۶۰                  | ۶۰                  |
| قنات عمومی          | بخشی نامعلوم در شهرستان اسدآباد | ماوا            | ۲۶۰            | ۱۳             | ۹            | ۲۹                  | ۳۰                  |
| قنات عمومی          | بخش مرکزی شهرستان اسدآباد       | قاسم‌آباد        | ۳۴۰            | ۱۶             | ۱۷           | ۲۳                  | ۵۰                  |
| قنات پایین روستا    | بخش مرکزی شهرستان اسدآباد       | ویرایی          | ۱۲۰            | ۵              | ۱۵           | ۱۸                  | ۳۰                  |
| قنات پایین روستا    | بخش مرکزی شهرستان اسدآباد       | اشترجین         | ۱۹۸            | ۹              | ۱۸           | ۳۲                  | ۵۲                  |
| قنات چاونی          | بخش مرکزی شهرستان اسدآباد       | چنار علیا       | ۱۰۰            | ۵              | ۱۲           | ۱۵                  | ۱۵                  |
| قنات کهنه           | بخش مرکزی شهرستان اسدآباد       | قمشانه          | ۳۰۰            | ۱۵             | ۳۵           | ۲۰                  | ۱۲۰                 |
| قنات‌آباد            | بخشی نامعلوم در شهرستان اسدآباد | عظیم‌آباد        | ۱۲۰            | ۶              | ۶            | ۲۵                  | ۳۰                  |
| لابه لا             | بخش مرکزی شهرستان اسدآباد       | چنارسفلی        | ۹۰۰            | ۴۵             | ۳۵           | ۳۲                  | ۴۵۰                 |
| لب جو               | بخش مرکزی شهرستان اسدآباد       | سراوند          | ۳۰۰            | ۱۵             | ۱۸           | ۲۸                  | ۳۶۰                 |
| میرانی عارف         | بخش مرکزی شهرستان اسدآباد       | کمک علیا        | ۱۵۰            | ۷              | ۵            | ۸                   | ۸                   |
| نام قنات نامعلوم    | بخش مرکزی شهرستان اسدآباد       | قنبرآباد        | ۱۸۰            | ۹              | ۱۳           | ۱۵                  | ۱۲۰                 |
| پائین‌آباد ی         | بخش مرکزی شهرستان اسدآباد       | کین سایه        | ۵۰۰            | ۲۵             | ۵            | ۳۰                  | ۲۰                  |
| پاگردنه             | بخش مرکزی شهرستان اسدآباد       | اسدآباد         | ۷۰             | ۳              | ۸            | ۱۴                  | ۱۰                  |
| پای تپه             | بخش مرکزی شهرستان اسدآباد       | میوله           | ۱۰۰            | ۵              | ۱۳           | ۱۵                  | ۱۵                  |
| پشت‌آباد ی           | بخش مرکزی شهرستان اسدآباد       | کین سایه        | ۷۰۰            | ۳۵             | ۱۶           | ۲۸                  | ۱۵۰                 |
| چشمه الیاس          | بخشی نامعلوم در شهرستان اسدآباد | کمک علیا        | ۱۵۵            | ۷              | ۰            | ۱۸                  | ۴                   |
| چشمه خانعلی         | بخش مرکزی شهرستان اسدآباد       | شیلانه سفلی     | ۲۵۰            | ۱۲             | ۵            | ۲۲                  | ۵۰۰                 |
| چمن بزرگ            | بخش مرکزی شهرستان اسدآباد       | چشمه علی        | ۷۰۰            | ۳۵             | ۱۰           | ۳۵                  | ۲۴                  |
| چمن بزرگ            | بخش مرکزی شهرستان اسدآباد       | طویلان علیا     | ۱۰۰            | ۵              | ۶            | ۲۴                  | ۱۵                  |
| چمن حقی             | بخش مرکزی شهرستان اسدآباد       | ده سفید         | ۵۴۰            | ۲۶             | ۱۳           | ۴۵                  | ۱۲                  |
| کانی شکوی           | بخش مرکزی شهرستان اسدآباد       | کمک سفلی        | ۵۰۰            | ۲۵             | ۲۰           | ۳۸                  | ۱۲                  |
| کانی ولی            | بخشی نامعلوم در شهرستان اسدآباد | ملاولی          | ۱۰۰۰           | ۵۰             | ۲۰           | ۳۵                  | ۴۸                  |
| کانی کاظم           | بخشی نامعلوم در شهرستان اسدآباد | قمشانه          | ۷۰             | ۳              | ۱۰           | ۲۰                  | ۰                   |
| کانی کور            | بخشی نامعلوم در شهرستان اسدآباد | قمشانه          | ۱۳۰            | ۱۵             | ۰            | ۲۷                  | ۰                   |
| کهریز               | بخش مرکزی شهرستان اسدآباد       | گنجه            | ۲۰۰            | ۱۰             | ۱۲           | ۱۲                  | ۰                   |
| کهریز               | بخش مرکزی شهرستان اسدآباد       | گذرگجین         | ۷۵۰            | ۳۵             | ۱۵           | ۴۰                  | ۰                   |
| کهریز بارد          | بخشی نامعلوم در شهرستان اسدآباد | میوله           | ۳۱۰            | ۱۶             | ۱۲           | ۳۵                  | ۳۰                  |
| کهریز کنارراه       | بخش مرکزی شهرستان اسدآباد       | میوله           | ۶۰             | ۰              | ۰            | ۴۵                  | ۴۰                  |
| کهریز‌آباد ی         | بخش مرکزی شهرستان اسدآباد       | قمشانه          | ۳۰۰            | ۱۵             | ۲۰           | ۲۸                  | ۰                   |
| کین عین اله         | بخش مرکزی شهرستان اسدآباد       | حسین‌آباد        | ۴۰۰            | ۲۰             | ۱۵           | ۲۵                  | ۳۲                  |
| کین کوره            | بخش مرکزی شهرستان اسدآباد       | حسین‌آباد        | ۱۲۰            | ۶              | ۱۰           | ۱۴                  | ۲۰                  |
| گردنه سوخه          | بخشی نامعلوم در شهرستان اسدآباد | ملاولی          | ۵۰۰            | ۲۵             | ۱۵           | ۱۰                  | ۴۶                  |